# Arild Sundgot
Arild Gilbert Sundgot (Ulsteinvik, 17 aprile 1978) è un allenatore di calcio ed ex calciatore norvegese, di ruolo attaccante, tecnico della squadra femminile del Kolbotn.

## Carriera

### Giocatore

#### Club
Sundgot iniziò a giocare a calcio nello Hødd e debuttò nella Tippeligaen il 18 giugno 1995, nella sconfitta della sua squadra per uno a zero contro il Lillestrøm. Il 10 settembre dello stesso anno, Sundgot segnò la prima rete nella massima divisione norvegese: fu lui a portare momentaneamente in vantaggio per uno a zero la sua squadra, nella sfida contro il Molde (terminata poi due a due).
Nel 1997, fu acquistato dal Lillestrøm su richiesta dell'allora allenatore Even Pellerud. Il 3 maggio 1998 segnò la prima rete in campionato per la nuova squadra, contribuendo al successo per due a uno sul Tromsø.
Il 14 settembre 2000 esordì nelle competizioni europee per club: fu titolare nella sfida contro la Dinamo Mosca, terminata con una vittoria degli scandinavi per tre a uno. Il 31 luglio 2002, subentrò infatti a Ríkharður Daðason nella sconfitta casalinga per uno a zero contro lo Željezničar, nel secondo turno preliminare della Champions League 2002-2003 e debuttando così nella massimo torneo europeo per club.
Il 6 novembre 2005 arrivò assieme alla sua squadra a contendersi l'edizione stagionale della Coppa di Norvegia contro il Molde, ma il Lillestrøm fu sconfitto per quattro a due (una delle reti per la sua squadra fu di Sundgot). Due anni dopo, però, riuscì a vincere il trofeo: fu infatti titolare nel successo per due a zero della finale contro lo Haugesund.
Alla fine della Tippeligaen 2005 segnò la 65ª per il Lillestrøm, battendo così il precedente record di Tom Lund. Il 5 luglio 2012, entrò a far parte dello staff tecnico del club, ritirandosi dall'attività agonistica.

#### Nazionale
Sundgot giocò 20 partite per le Nazionali giovanili della Norvegia, con 7 reti. Per la Norvegia under 21, esordì il 13 marzo 1997: giocò infatti nel successo per tre a zero contro la selezione maggiore dell'Oman.

### Allenatore
Il 1º luglio 2021 è stato nominato allenatore dell'Ullensaker/Kisa fino al termine della stagione. Il 3 ottobre successivo è stato esonerato.

## Palmarès

### Giocatore

#### Club

##### Competizioni nazionali
- Coppa di Norvegia: 1

Lillestrøm: 2007